# Lingula (anatomia)
La lingula è la regione antero-inferiore del lobo superiore del polmone sinistro che corrisponde al lobo medio del polmone destro in termini di equivalenza dei bronchi segmentali e ricopre l'apice del cuore. Nel polmone infatti si riconoscono tre lobi a destra (superiore, medio ed inferiore) e due a sinistra (superiore ed inferiore).
L'equivalenza tra lingula e lobo polmonare medio destro non è unanimemente accettata da tutti gli studiosi di embriologia, ma molti ritengono che la lingula del lobo sinistro sia il residuo del lobo medio del polmone sinistro, che si è poi perso attraverso l'evoluzione.

## Storia
Nell'anno 1889 il dottor Ewart William descrisse con precisione l'anatomia del bronco lingulare e ne riportò gli aspetti salienti in una sua monografia inerente ai bronchi ed ai vasi sanguigni del polmone. Ewart si riferiva spesso a questa zona polmonare utilizzando il termine "lobo cardiaco".
Ragionando su quanto emergeva dalle dissezioni e da calchi bronchiali descrisse un "fusto bronchiale cardiaco" che emergeva dalla faccia inferiore del bronco lobare superiore a pochi centimetri dalla sua origine.
Questo bronco si suddivide nuovamente dopo 2 o 3 cm e proseguendo in avanti ed in basso termina dividendosi in due rami, anterolaterale e posteromediale.

## Posizione e forma
La lingula in ogni caso occupa a sinistra una posizione corrispondente al lobo medio destro, anche se la fessura tra il lobo superiore destro e medio di solito è ben sviluppata, mentre questo aspetto è raro sul lato sinistro.
La lingula costituisce i due lobi segmentali:
- segmento broncopolmonare lingulare superiore
- segmento broncopolmonare lingulare inferiore.

Quando è ben sviluppata, assomiglia al lobo medio nella forma e presenta una superficie mediastinica quadrilatera, una superficie inferiore o interlobare semiellittica, ed una superficie anterolaterale o costale triangolare.
Una cresta prominente o "frenulo" contribuisce a tenere distinte le superfici mediastiniche e inferiore. Questo frenulo si estende verso l'alto e all'indietro attraverso l'ilo.
Al termine e posteriormente a questa cresta possono essere individuati i bronchi ed i vasi sanguigni che irrorano la lingula.
In letteratura medica sono riportati diversi casi di polmoni trilobari a sinistra.

## Patologia
La lingula è sede di ogni tipo di processo flogistico, infettivo o neoplastico (enfisema, infezioni tubercolare, carcinoma bronchiale ecc.) che possa colpire il polmone.
È inoltre sede di infezione da micobatteri atipici, in genere appartenenti al Micobacterium Avium Complex: questo tipo di infezione prende il nome di sindrome di Lady Windermere, dal personaggio dell'omonima commedia di Oscar Wilde.

## Radiologia
La lingula in radiologia presenta aspetti e problemi peculiari.
Gli aspetti e le caratteristiche delle patologie che coinvolgono la lingula sono spesso molto difficili da diagnosticare radiograficamente.